# Friedhof Eller

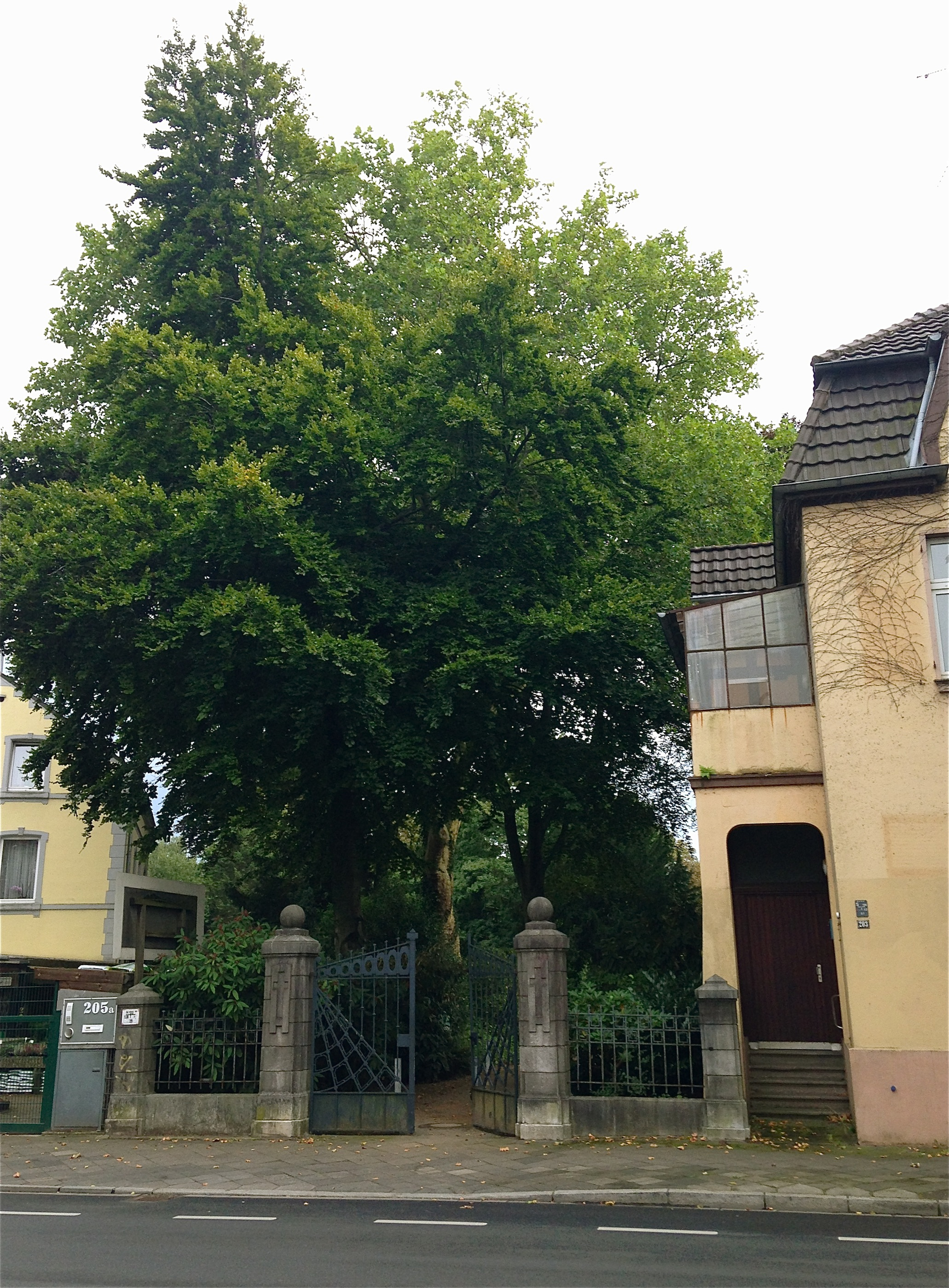
Eller Friedhof, Eingangsportal von 1907

Der Friedhof Eller, umgangssprachlich oft Eller Friedhof, ist ein Friedhof im Düsseldorfer Stadtteil Eller. Er befindet sich im Süden Ellers beidseitig der Straße Werstener Feld. Mit einer Geländegröße von gut 19,4 Hektar und 18.000 Grabstellen gehört er zu den mittelgroßen Friedhöfen Düsseldorfs. Der ältere, 8,78 Hektar große Teil östlich des Werstener Feldes wurde 1907 eröffnet und ist von altem Baumbestand geprägt, der neuere westliche Teil besteht seit 1956.

## Geschichte der ersten Friedhöfe in Eller
Bis ins 18. Jahrhundert mussten die Ellerer ihre Verstorbenen auf dem Friedhof in Gerresheim bestatten, während für die Burgherren ein Friedhof innerhalb der Burg Eller bestand. 1775 schließlich wurde die Einrichtung eines eigenen Friedhofs unmittelbar westlich des Burggrabens von der Landesherrschaft gestattet. Die erste Bestattete war am 28. März 1775 Anna Catharina Spieker, die nach der Geburt ihres Sohnes verstorben war. Dieser Friedhof befand sich auf dem Gelände des 1909 erbauten Chauffeurshauses, das heute als Stadtteilmuseums genutzt wird. Bei Erdarbeiten im Garten des Museums wurden 2011 die Knochen von etwa zehn bestatteten Kindern geborgen, wodurch die genaue Lage dieses Friedhofs wieder lokalisiert werden konnte. Der Kirchacker wurde 1809 etwas weiter abseits in die Nachbarschaft von Gärten verlegt, dorthin wo sich heute die Sportplätze der Dieter-Forte-Gesamtschule befinden, während die Beerdigungszüge weiterhin von der alten Burgkapelle ausgingen. Nachdem 1829 in Eller eine eigene Dorfkirche an der Ecke Gumbertstraße / Ellerkirchstraße erbaut und die Burgkapelle abgebrochen worden war, wurde auch der Friedhof 1831 in die Nähe der neuen Kirche an die Ellerkirchstraße verlegt, der bis zur Anlage des jetzigen Friedhofs am Werstener Feld im Jahr 1907 belegt wurde. Heute befindet sich an seiner Stelle ein kleiner Park mit Spielplatz.

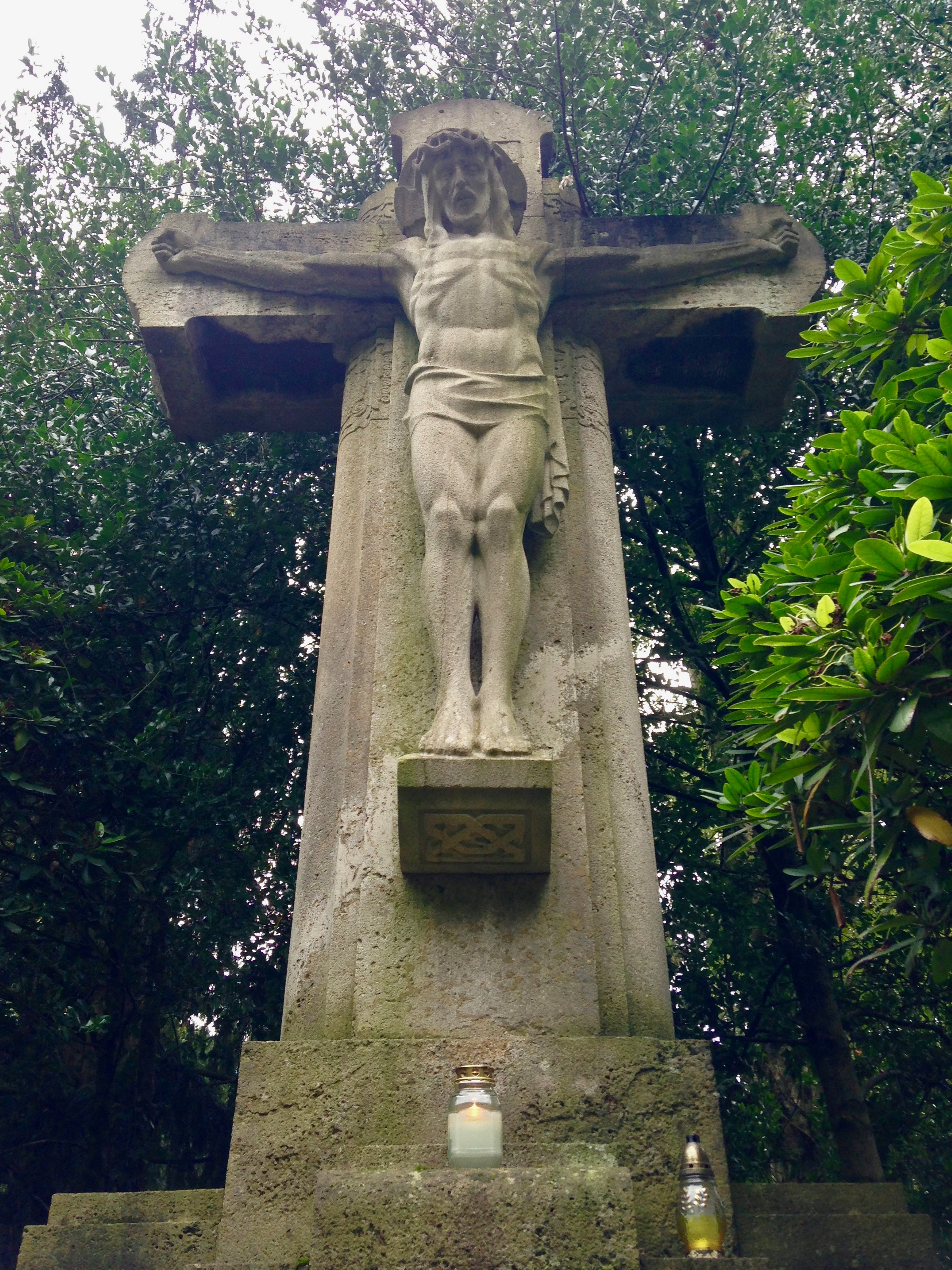
Hochkreuz von 1909 auf dem Eller Friedhof

## Friedhof am Werstener Feld
Nach abermaligem Neubau der Pfarrkirche St. Gertrud am neuen Standort Gertrudisplatz im Jahr 1901 und Abbruch der alten Dorfkirche an der Ellerkirchstraße wurde 1907 die Verlegung des Gemeindefriedhofs außerhalb des Siedlungskerns auf das Werstener Feld beschlossen. An Allerseelen, dem 2. November 1907, wurde mit Arnold Breuer der erste Verstorbene auf dem neuen Friedhof bestattet. Von seinem Grab waren 100 Jahre später nur noch der Grabsteinsockel und die Einfassung der Grabstelle erhalten. Am ursprünglichen Nordeingang neben dem Haus Werstener Feld 203 wurde zur Eröffnung ein Rondell aus sechs Rotbuchen gepflanzt, von denen noch fünf stattliche Exemplare erhalten sind und hinter dem sich der älteste Teil des Friedhofs mit den Feldern A–J befindet. Das am Ende eines vom Rondell abgehenden Weges im Jahr 1909 errichtete, steinerne Hochkreuz steht seit 2010 unter Denkmalschutz. Am Rondell befinden sich die Gräberstätten der katholischen Kirchengemeinden St. Michael in Lierenfeld und St. Maria Rosenkranz in Wersten. Die Grabstätten der katholischen Kirchengemeinde St. Gertrud in Eller sind etwas weiter dahinter gelegen. Seit der Eingemeindung Ellers 1909 wird der Friedhof von der Stadt Düsseldorf verwaltet. Die Friedhofskapelle mit Aufbahrungs- und Verwaltungsräumen wurde in den Jahren 1925/26 errichtet und der Friedhof um die Felder 1–15 bis zur Düssel erweitert. Das Feld 3 ist mit Ehrengräbern von 264 deutschen Bombenopfern und Soldaten des Zweiten Weltkrieges belegt. Auf Feld 6 liegen die Ehrengräber 728 russischer, 69 polnischer, 3 estnischer und einem kroatischen Kriegsopfer.
1956 wurde der Friedhof um den neuen Teil westlich des Werstener Feldes mit einer Größe von 9,79 Hektar bis an die Hausgrundstücke der Harffstraße und der später bebauten Bruchhausenstraße erweitert. Während die Wege und Felder des alten Teils geometrisch angelegt wurden, folgen sie im neuen Teil überwiegend landschaftlich geschwungenen Formen. Der 1963/64 ausgebaute Südliche Autobahnzubringer zur A 46 entlang der Düssel, der bereits seit 1936 bestand, bildet die südliche Friedhofsbegrenzung. Die beiden annähernd gleich großen Friedhofsteile haben an der sie trennenden Straße gegenüberliegende Haupteingänge und sind durch einen Weg unterhalb der Zubringer- und Düsselbrücke von 1963 miteinander verbunden. 1978 wurde der neue Friedhofsteil nochmals um 0,78 Hektar in Richtung Harffstraße erweitert (Felder 33 A–D, 35 A, 36 D).
Seit 1907 fanden mehr als 30.000 Beisetzungen statt, jährlich sind es etwa 400. Ihre letzte Ruhestätte fanden dort u. a. Josef Stick, von 1896 bis 1909 erster und einziger Bürgermeister von Eller, der Maler Franz Witte (1925–1971), der Düsseldorfer FDP-Bürgermeister Hans-Günter Deimel (1927–1976) und der Fußballspieler Kurt Borkenhagen (1919–2012).
Nachdem 2011 aufgrund der sich verändernden Bestattungskultur beschlossen wurde, den Friedhof wieder zu verkleinern, werden ausgewählte Grabfelder seit 2013 für weitere Beisetzungen geschlossen und die Belegung wird auf andere Flächen konzentriert. Ab 2035 sollen die Randbereiche des Friedhofs die bestehenden, benachbarten Erholungsgebiete erweitern können.

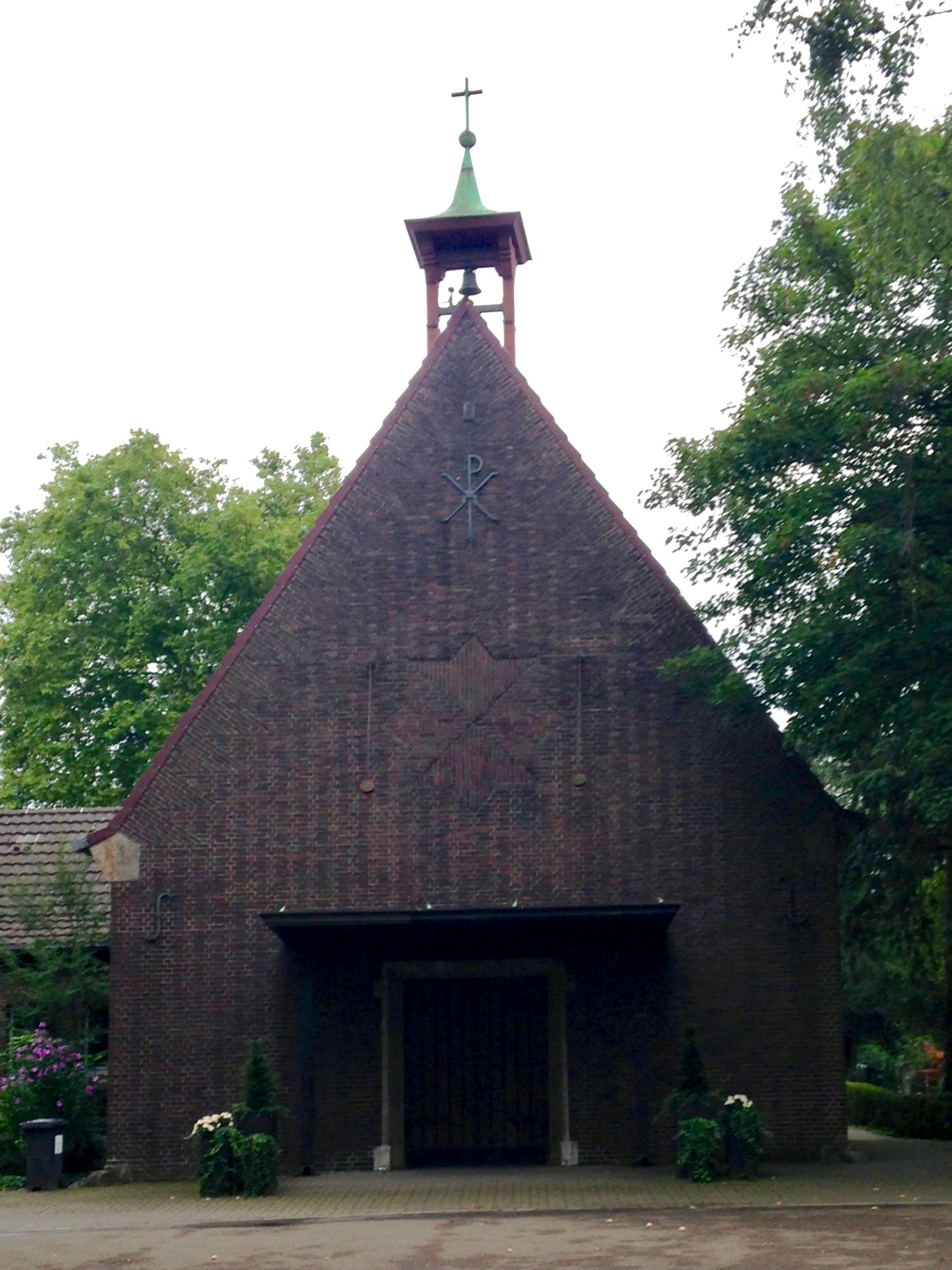
Friedhofskapelle Eller, erbaut 1925